# Майзельс, Евгений Николаевич
Евгений Николаевич Майзельс (1906—1969) — советский инженер, специалист в области радиолокации, лауреат Сталинской премии.

## Биография
Родился 29.06.1906 в Санкт-Петербурге, в семье инженера-электротехника Соломона Самуиловича (Николая Николаевича) Майзельса (1884—?), выпускника Санкт-Петербургского политехнического института и Института гражданских инженеров, в советское время инженера-строителя и автора книг по специальности, и Либы Янкелевны Майзельс (1886—?).
Окончил МВТУ (1929).
В 1928—1935 гг. работал во Всесоюзном электротехническом институте (Москва): инженер, старший научный сотрудник, руководитель группы.
С 1935 г. в НИИ-9 (Ленинград), инженер-исследователь. На основе теоретических и экспериментальных исследований радиоволноводов и радиорупоров накануне войны сконструировал восьмирупорную синфазную антенну с веерообразной ДНА и шириной лучей в одной из плоскостей 2,5° (в сантиметровом диапазоне волн).
В начале 1942 г. эвакуирован в Москву, работал начальником лаборатории завода № 465 (НИИ-20).
С августа 1944 г. начальник лаборатории № 12 (антенно-фидерные устройства) ВНИИ-108 (будущий ЦНИРТИ). В 1948 г. передал руководство лабораторией Якову Наумовичу Фельду, а сам перешёл на должность ведущего инженера.
Руководил разработкой новых типов антенн для сантиметрового диапазона.
Кандидат технических наук (1965).
Читал лекции в МЭИС (1934—1935) и Ленинградском индустриальном институте (1936), был руководителем дипломников МАИ.
Умер в Москве 25.07.1969 от разрыва мочевого пузыря.
Сталинская премия 1951 года — за разработку новой аппаратуры. Награждён орденами Красной Звезды (1942), Трудового Красного Знамени (1953), медалями. Почётный радист (1947).